# NZ Lupi
Désignations
NZ Lupi est une étoile de la constellation du Loup entourée de deux ceintures de débris situées à 85 et 115 unités astronomiques de l'étoile. D'après la mesure de sa parallaxe par le satellite Gaia, elle est distante de ∼ 196 a.l. (∼ 60,1 pc) de la Terre.
NZ Lupi partage une cinématique semblable aux étoiles de l'association Scorpion-Centaure et en particulier au sous-groupe Haut-Centaure Loup. Mais l'étoile étant plus proche de la Terre que ne le sont en moyenne les étoiles de ce groupe (environ 140 pc (∼457 al)), il n'est pas certain qu'elle en fasse effectivement partie.
NZ Lupi est une étoile variable de type BY Draconis, avec une variation d'une amplitude de 0,04 magnitude.